# Arhiducele Franz Salvator, Prinț de Toscana
Arhiducele Franz Salvator de Austria (germană Franz Salvator Maria Joseph Ferdinand Karl Leopold Anton von Padua Johann Baptist Januarius Aloys Gonzaga Rainer Benedikt Bernhard; 21 august 1866 - 20 aprilie 1939), a fost membru al ramurei toscane a Casei de Habsburg-Lorena.

## Biografie

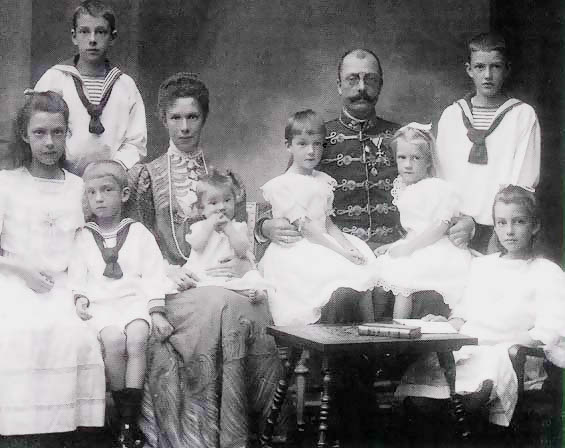
Arhiducele Franz Salvator, prima lui soție si și copiii lor

A fost al doilea fiu al Arhiducelui Karl Salvator, Prinț de Toscana și a celei de-a doua soții, Prințesa Maria Immaculata de Bourbon-Două Sicilii.
La Ischl, la 31 iulie 1890, Franz Salvator s-a căsătorit cu verișoara lui, Arhiducesa Marie Valerie de Austria (1868-1924), fiica cea mică a împăratului Franz Joseph al Austriei și a împărătesei Elisabeta.
Marie Valerie și Franz-Salvator au avut 10 copii: 
- Elisabeta Franziska "Ella" (1892-1930), în 1918 s-a căsătorit cu contele Georges de Walburg-Zeil; a avut copii
- Franz Karl Salvator (1893-1918), necăsătorit, a murit de gripă spaniolă
- Hubert Salvator (1894-1971), în 1926 s-a căsătorit cu prințesa Rosemary de Salm-Salm (1904-2001); a avut copii
- Hedwig (1896-1970), în 1918 s-a căsătorit cu contele Bernard of Stolberg-Stolberg; a avut copii
- Theodor Salvator (1899-1978), în 1926 s-a căsătorit cu contesa Maria Theresa of Waldburg-Zeil-Trauchburg; a avut copii
- Gertrud (1900-1962), în 1931 s-a căsătorit cu contele Georges de Walburg-Zeil, văduvul surorii ei Elisabeta; a avut copii
- Maria Elisabeta (1901-1936), necăsătorită
- Clemens Salvator (1904-1974), în 1930 s-a căsătorit cu contesa Elisabeth Rességuier de Miremont; a avut copii
- Matilda (1906-1991), în 1947 s-a căsătorit cu Ernest Hefel; n-a avut copii
- Agnes (1911-1911), a murit după opt ore

S-a căsătorit a doua oară morganatic la Viena, la 28 aprilie 1934, cu Melanie Freiin von Riesenfels (1898-1984); fără copii.
Franz Salvator a avut un fiu nelegitim cu Prințesa Stephanie von Hohenlohe, numit Franz Josef Rudolf Hans Weriand Max Stefan Anton von Hohenlohe-Waldenburg-Schillingsfürst (n. 5 decembrie 1914).